# 루벤 파르도
루벤 파르도 구티에레스(스페인어: Rubén Pardo Gutiérrez, 라 리오하 지방 로그로뇨 ~)는 스페인의 프로 축구 선수로, 현재 CD 레가네스에서 중앙 미드필더로 활약하고 있다.
그는 현역 대부분을 레알 소시에다드에서 활동했는데, 150번 이상의 공식 경기에 출전하였다.
파르도는 스페인 청소년 국가대표팀 경기에도 31번 출전하였는데, 2011년 UEFA U-19 축구 선수권 대회 우승을 거두었다.

## 클럽 경력
파르도는 라 리오하 지방 로그로뇨 출신이다. 그는 2009-10 시즌에 테르세라 디비시온에 속한 레알 소시에다드의 2군 소속으로 성인 무대 신고식을 치러 소속 구단의 승격에 일조했다.
2011년 10월 29일, 파르도는 0-1로 패한 레알 마드리드와의 라 리가 안방 경기에서 막판에 마르켈 베르가라와 교체되어 들어가 1군 첫 경기를 치렀다. 그는 이듬해 2월 13일에 아노에타에서 2-0으로 이긴 세비야와의 경기에서 하양-파랑 군단 소속으로 1호골을 기록하였고, 이 시즌을 모든 대회 통틀어 17경기 출전으로 마쳤다.
2013-14 시즌, 파르도는 3경기만을 결장하였고, 3골을 넣었는데, 이 중 한 골은 2-0으로 이긴 2014년 1월 5일 아틀레틱 빌바오와의 바스크 더비 경기에서 기록한 것이었다. 그는 이 시기의 활약으로 맨체스터 유나이티드 이적 소문이 돌았지만, 그는 이 소문을 일축하였다. 같은 해 6월 9일, 그는 2018년까지 레알 소시에다드와의 계약을 연장하였다.
2017년 1월, 파르도는 같은 리그에 소속된 베티스로 2016-17 시즌이 끝날 때까지 임대되었다. 그가 임대생으로 치른 첫 경기는 1월 29일, 1-1로 비긴 전 시즌 우승 구단 바르셀로나와의 안방 경기였다.

## 국가대표팀 경력
파르도는 2009년 UEFA U-17 축구 선수권 대회에 스페인 국가대표팀 일원으로 참가해 프랑스와의 경기에서 교체로 1경기 출전하였다. 그는 U-18 국가대표팀 일원으로 비공식 대회인 2010년 대서양배에 참가했고, 스페인은 이 대회에서 우승을 거두었다.
파르도는 U-19 국가대표팀 일원으로 루마니아에서 열린 2011년 UEFA U-19 축구 선수권 대회에 참가해 우승했다.

## 수상
스페인 U-19
- UEFA U-19 축구 선수권 대회: 2011[10]